# Puerto Moral
Puerto Moral er en by og kommune i det sydvestlige Spanien i provinsen Huelva. Den har et indbyggertal på 280 (2024) indbyggere.